# Episodi di Hunter's Walk (prima stagione)
La prima stagione della serie televisiva Hunter's Walk è stata trasmessa in anteprima nel Regno Unito dalla Independent Television tra il 4 giugno 1973 e il 26 agosto 1973.
| nº | Titolo originale      | Titolo italiano | Prima TV UK    | Prima TV Italia |
| -- | --------------------- | --------------- | -------------- | --------------- |
| 1  | Disturbance           |                 | 4 giugno 1973  |                 |
| 2  | Local Knowledge       |                 | 11 giugno 1973 |                 |
| 3  | Outcast               |                 | 18 giugno 1973 |                 |
| 4  | Behaviour             |                 | 25 giugno 1973 |                 |
| 5  | Vanishing Trick       |                 | 1º luglio 1973 |                 |
| 6  | Reasonable Suspicion  |                 | 8 luglio 1973  |                 |
| 7  | Discretion            |                 | 15 luglio 1973 |                 |
| 8  | Care and Protection   |                 | 22 luglio 1973 |                 |
| 9  | Incident              |                 | 29 luglio 1973 |                 |
| 10 | The Old Folks at Home |                 | 5 agosto 1973  |                 |
| 11 | All Too Tidy          |                 | 12 agosto 1973 |                 |
| 12 | Lost Dog              |                 | 19 agosto 1973 |                 |
| 13 | Skeletons             |                 | 26 agosto 1973 |                 |